# Pascal Attinger
Pascal Attinger (* 1952 in Neuenburg NE) ist ein Schweizer Altorientalist.

## Leben
Pascal Attinger studierte von 1971 bis 1975 an der Universität Neuenburg Griechisch, französische Literatur, Akkadisch und Linguistik. Von 1973 bis 1977 war er Wissenschaftlicher Mitarbeiter am Institut de linguistique der Universität Neuchâtel bei Georges Redard und Claude Sandoz. Seit 1976 spezialisiert er sich auf die alten Sprachen Vorderasiens an der Universität Genf und der Ludwig-Maximilians-Universität München. Von 1987 bis 1992 hatte er einen Lehrauftrag für Sumerisch und Akkadisch an der Universität Bern. Mit der Dissertation Eléments de linguistique sumérienne wurde er 1992 promoviert.
Von 1992 bis 1998 lehrte er als Assistent am Institut für Vorderasiatische Archäologie und Altorientalische Sprachen der Universität Bern. Er wurde 1993 für altorientalische Sprachen habilitiert. Einen Lehrauftrag für Sumerisch und Akkadisch an der Universität Genf hatte er von 1994 bis 1996. Er wurde 1997 zum Titularprofessor der Universität Bern ernannt. Seit 1998 ist er Dozent an der Universität Bern. 2007 hielt er einen Vortragszyklus Tableau grammatical du sumérien an der École pratique des hautes études in Paris. Seit 2008 ist er assoziierter Professor der Universität Bern.
Seine Forschungsschwerpunkte sind sumerische Grammatik, Lexikographie und Literatur.

## Schriften (Auswahl)
- Eléments de linguistique sumérienne: la construction de du11/e/di «dire»  (= Orbis biblicus et orientalis. Sonderband). Editions Universitaires, Freiburg 1993, ISBN 3-7278-0869-1 (zugleich Dissertation, Neuenburg 1992).
- als Herausgeber mit Daniel Schwemer: Weisheitstexte, Mythen und Epen (= Texte aus der Umwelt des Alten Testaments. Neue Folge. Band 8). Gütersloher Verlagshaus, Gütersloh 2015, ISBN 978-3-579-05281-6.